# Sabinaria magnifica
Genre
Espèce
Sabinaria est un genre de plantes de la famille des Arecaceae (palmiers). Ce genre ne présente qu'une seule espèce, Sabinaria magnifica, originaire des forêts tropicales très humides du nord-ouest de l'Amérique du sud, sur la frontière entre la Colombie et le Panama. 

## Description

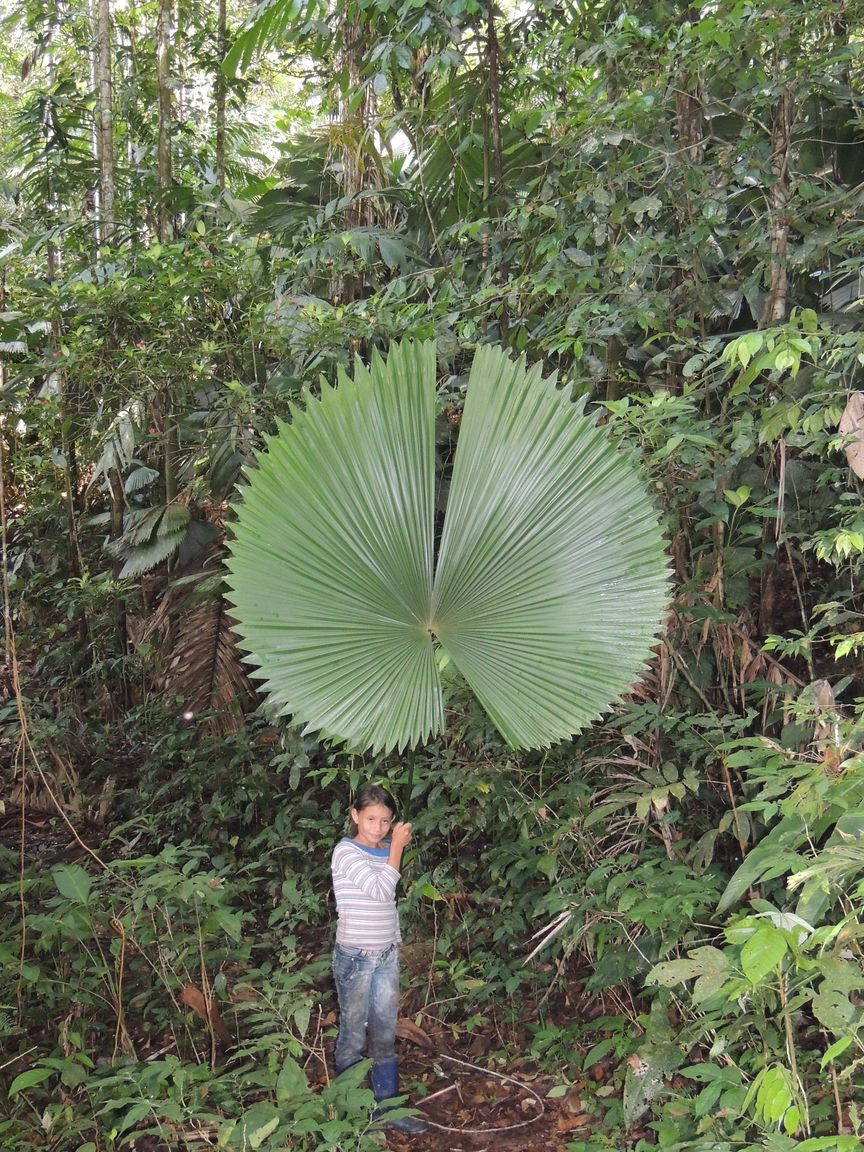
Sabinaria magnifica.
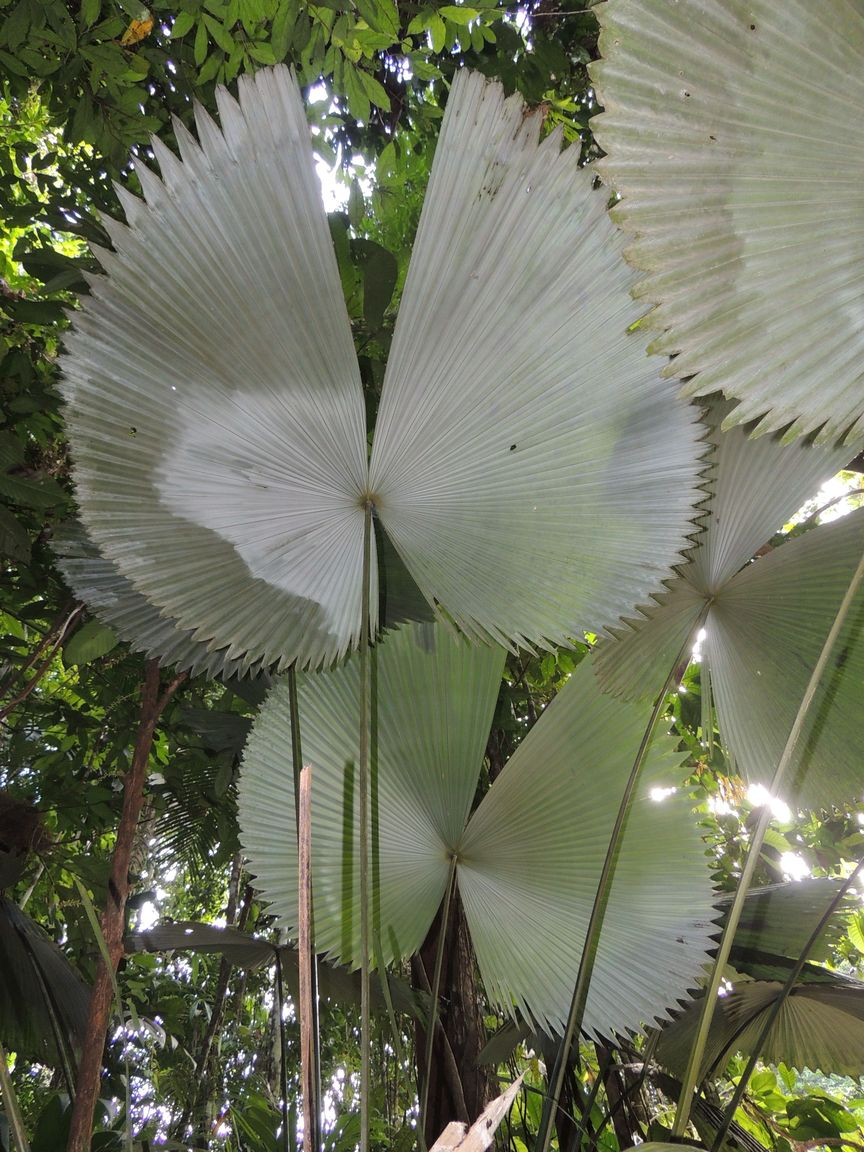
Dessous des feuilles.
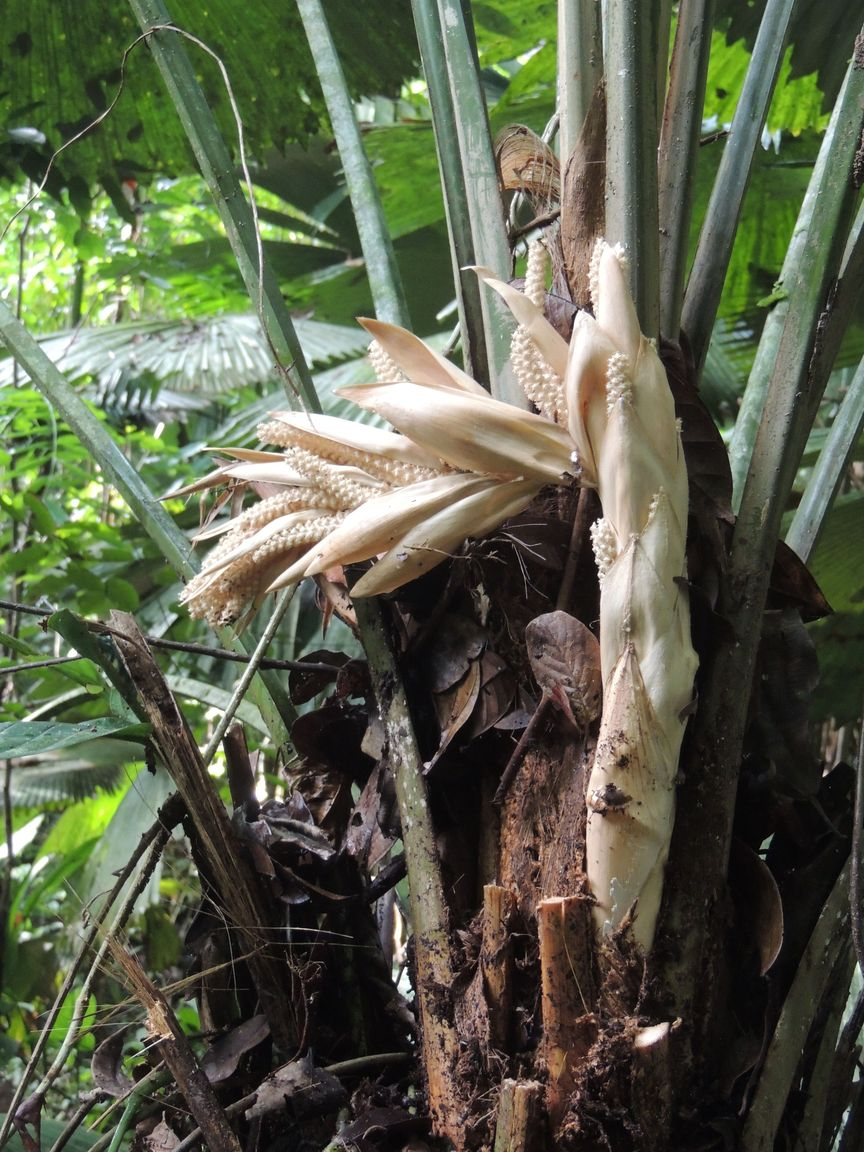
Inflorescence.
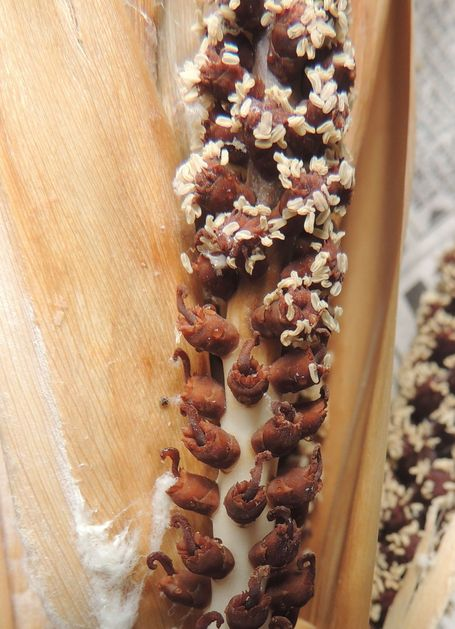
Détail de l'inflorescence (fleurs mâles au-dessus, femelle en dessous).

### Appareil végétatif
Sabinaria magnifica, l'unique espèce du genre connue jusqu'à présent, est un palmier solitaire, de 1 à 6 m, avec un stipe d'un diamètre de 9–12 cm, sans épines. La couronne est formée de 20 à 35 feuilles palmées, soutenues par un long pétiole d'un peu plus de 3 m de long ; le limbe foliaire est palmé, de 1,4 à 1,6 m de diamètre, et est profondément divisée jusqu'à la base sur deux moitiés légèrement asymétriques, chacune formée par 36 à 46 segments indupliqués. 

### Appareil reproducteur
Les fleurs sont petites, blanches, unisexuées, et sont disposées en une inflorescence ramifiée, avec des fleurs pastillées (féminines) disposées dans la part basal des branches inférieures et les fleurs staminées (masculines) disposées dans la partie apicale des branches et tout au long de la partie supérieure. Les fleurs staminées ont 20 à 23 étamines et les pistillées ont un ovaire formé par un seul carpelle. Les fruits sont sphériques, ovoïdes ou en forme de toupie, et sont empilés en une infrutescence compacte, presque cachée entre les bases des feuilles. Ils mesurent de 2,4 à 2,7 cm de long et de 2,2 à 2,3 cm de diamètre. Ils sont de couleur noire à maturité et ne contiennent qu'une seule graine. La première feuille des plantules est lancéolée, blanc-grisâtre du dessous.

## Distribution
Sabinaria magnifica est établi dans le nord-ouest du département colombien de Chocó et en des zones limitrophes de la province de San Blas, dans l'Est du Panama. Il se rencontre seulement dans une petite zone, entre 100 et 250 mètres d'altitude.

## Habitat
Sabinaria magnifica pousse dans la forêt tropicale humide, avec des précipitations annuelles proche de 3 000 mm.

## Taxonomie
Le genre Sabinaria appartient à la sous-famille des Coryphoideae, dans la tribu Cryosophileae. Il est suggéré que ses parents les plus proches pourraient être des genres Itaya, du Nord-Ouest de l'Amazonie, et Schippia, du Belize et du Guatemala. Les dernières études phylogénétiques ont  établi les parentés proches avec une dizaine de genres dans la tribu Cryosophileae .
Le genre a été établi en 2013 par les botanistes colombiens Gloria Galeano et Rodrigo Bernal et publié dans la revue néo-zélandaise Phytotaxa 144 (2): 27–44.

### Classification
- Famille des Arecaceae
  - Sous-famille des Coryphoideae
    - Tribu des Cryosophileae [1]

Le genre partage cette tribu avec 10 autres genres qui sont :

Schippia, Trithrinax, Itaya, Chelyocarpus, Cryosophila, Thrinax, Leucothrinax, Hemithrinax, Zombia et Coccothrinax.

## Étymologie
Le nom Sabinaria a été donné en honneur de Sabina Bernal Galeano (1995-) fille des botanistes qui ont décrit ce genre.